# Марсала (футбольный клуб)
Спортивный клуб Марсала 1912 (итал. S.C. Marsala 1912) — итальянский клуб из города Марсала, Сицилия. Основан в 1912 году. Официальные и исторические цвета: белый и синий. Команду также называют «lilybetani». Lilybaeum — древнее название города Марсала во время римского периода.

## История

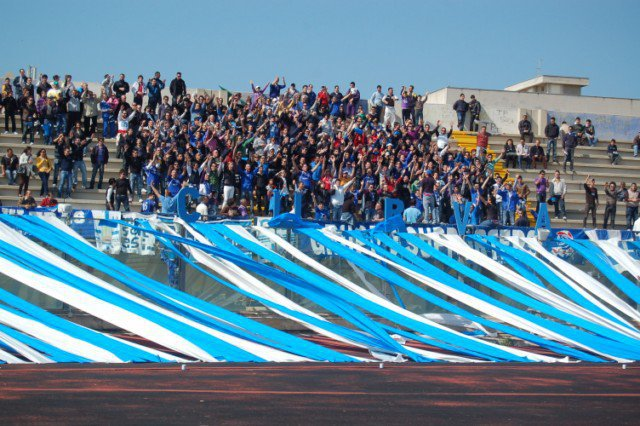
Поклонники клуба в 2010 году

«Марсала» была основана в 1912 году. После первой Мировой Войны. Впервые принял участие в Кубке «Federale Siciliana» в котором соревновался с «Палермо», «Мессиной» и «Катанией».
Как профессиональный клуб «Марсала» впервые приняла участие в Серии С в 1942 году и закончила чемпионат на шестом месте. С тех пор «Марсала» играла еще 28 раз на этом уровне, едва не добившись повышения в Серию B в 1960 году. Молодёжная академия клуба выпустила нескольких молодых игроков, которые добились высоких достижений, среди них Марко Матерацци и Патрис Эвра .
Команда объявила о банкротстве в 2000 году. Сезон закончился вылетом из турнира. Новая команда — «Associazione Sportiva Marsala 2000» была объединена с клубом «Дон Боско Партинисо» . Команда сразу же повысилась в Серии D, но была расформирована в 2004 году. Причиной расформирования стали финансовые проблемы.
В 2018 году клуб был возрожден, выступает в региональном чемпионате.

## Известные игроки
- Джорджо Киналья
- Габриэль Сиоффи
- Патрис Эвра
- Марко Матерацци
- Гаспар Умиль

## Известные тренеры
- Кармело ди Белла
- Паскуаль Марино
- Этторе Тревизан
- Стефано Дезидери
- Сильвио Ди Дженнаро
- Розарио Перголицци